# DMB Rechtsschutz-Versicherung
Die DMB Rechtsschutz-Versicherung AG mit Sitz in Köln wurden im Jahr 1982 zunächst als Spezialist für Miet-Rechtsschutz-Versicherungen in der Rechtsform der Aktiengesellschaft (AG) durch den Deutschen Mieterbund (DMB) gegründet.
Bei der DMB Rechtsschutz sind heute fast 850.000 Kunden versichert, und sie ist damit die führende Rechtsschutzversicherung im Bereich des Miet-Rechtsschutzes. Des Weiteren werden auch alle anderen Produkte des privaten und gewerblichen Rechtsschutz angeboten.
Die DMB Rechtsschutz beschäftigt 60 Mitarbeiter am Stammsitz in Köln (Stand 2015). Die verdienten Beiträge brutto beliefen sich im Geschäftsjahr 2015 auf 27,6 Mio. €.

## Organe der Gesellschaft
Vorsitzender des Aufsichtsrats ist Franz-Georg Rips. Vorstand sind Lukas Siebenkotten und Wolfgang Hofbauer.